# Цветелина Абрашева
Цветелина Абрашева е българска състезателка по фигурно пързаляне и телевизионен коментатор.

## Биография
Родена е на 27 май 1977 г. в София.
Най-значимото постижение на Цветелина Абрашева е 24-то място на Олимпийските игри в Лилехамер през 1994 година, като неин треньор е Ева Панова, а хореограф Нонка Йорданова.
Още класирания от световни първенства:
- световно първенство за юноши през 1991 година – 25 място;
- европейско първенство през 1994 година – 29 място;
- Виенска купа в памет на Карл Шафер през 1995 година – 12 място;
- през 1997 година – 10 място;
- купа в памет на Ондрей Непела през 1997 година – 2 място;
- през 1998 година – 5 място.

След приключване на спортната си дейност работи като телевизионен спортен журналист - в Нова телевизия и в БНТ (от 2002 г.).